# Perücken-Flockenblume
Die Perücken-Flockenblume (Centaurea phrygia subsp. pseudophrygia (C.A.Mey.) Gugler, Syn.: Centaurea pseudophrygia C.A.Meyer) ist eine Unterart der Phrygischen Flockenblume (Centaurea phrygia L.) aus der Gattung der Flockenblumen (Centaurea) innerhalb der Familie der Korbblütler (Asteraceae).

## Beschreibung

### Vegetative Merkmale

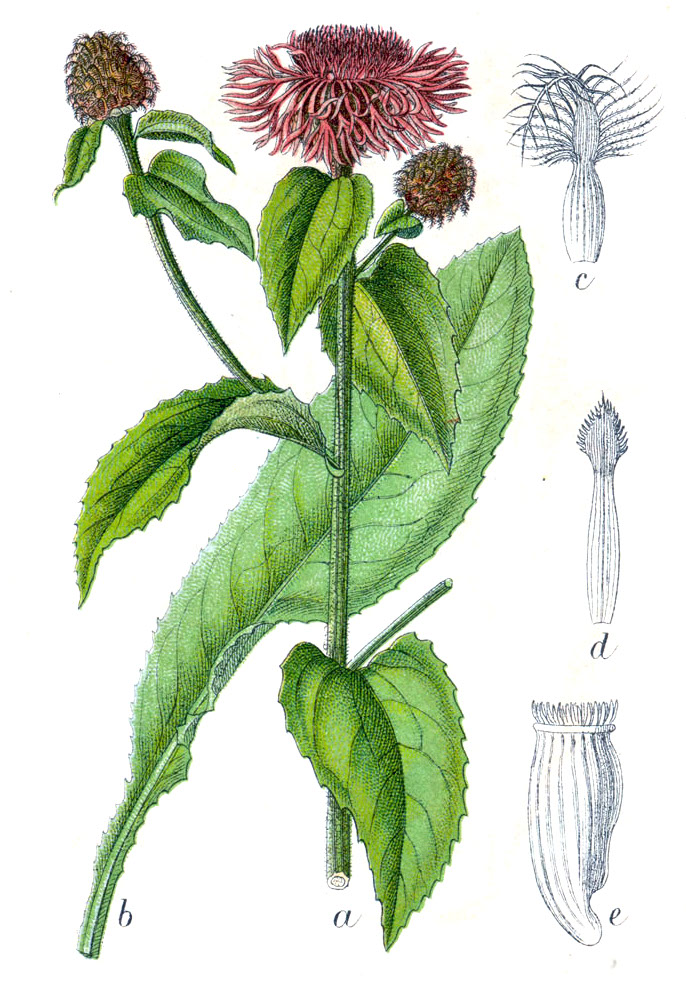
Illustration der Perücken-Flockenblume von Jacob Sturm: a) Blütenzweig, b) Blatt, c–d) Hüllblätter, e) Frucht

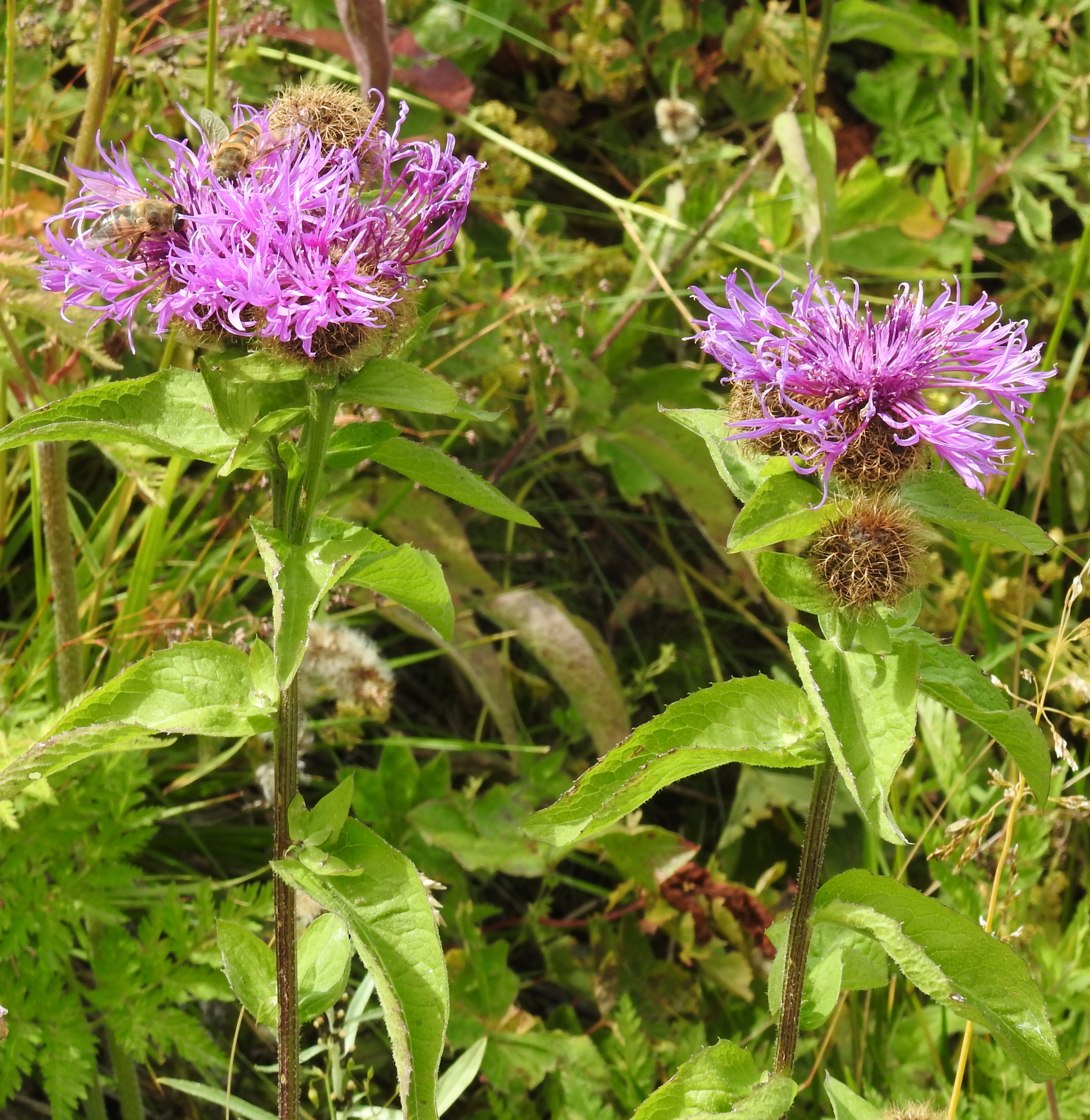
Perücken-Flockenblume in Vorarlberg

Die ausdauernde krautige Pflanze erreicht eine Wuchshöhe von 15–40 (100) cm. Die Stängel sind im oberen Teil kurz verzweigt und ein- bis dreiköpfig.
Die filzigen Stängel sind aufrecht, kantig und rau. Die wechselständigen Blätter sind feingesägt bis ganzrandig und beiderseits kurz kraushaarig aber nicht weißfilzig behaart. Die unteren Blätter sind eiförmig bis elliptisch, gezähnelt und in den Stiel verschmälert. Die mittleren Blätter sind eiförmig bis elliptisch und mit verschmälertem Grund sitzend, die oberen, eiförmigen Blätter besitzen meist einen herzförmigen Grund und sind sitzend bis halbstängelumfassend.

### Generative Merkmale
Blütezeit ist August bis September.
Die eikugelige, mehrreihige Hülle besitzt einen Durchmesser von etwa 2 Zentimetern, ist grün bis braunviolett und von den Hüllblattanhängseln perückenartig ganz verdeckt. Die Hüllblattanhängsel sind dunkel bis schwarzbraun und bis auf die ungeteilten innersten aus einer lanzettlichen bis eiförmigen Basis in eine dünne, lange, bogig zurückgekrümmte Spitze verlängert. Die Spitzen der äußeren Anhängsel sind fiedrig gefranst und bis 10 mm lang. Die Röhrenblüten sind hellpurpur-farbig, wobei die randständigen, sterilen verlängert sind. Die Früchte, Achänen sind nur 3–3,5 mm und der Pappus 0,8–1,5 mm lang.
Die Chromosomenzahl beträgt 2n = 22 (44).

## Vorkommen
Die Perücken-Flockenblume kommt in folgenden Ländern vor: Österreich mit Liechtenstein, Bosnien und Herzegowina, Kroatien, Tschechien, Dänemark, Estland, Deutschland, Ungarn, Italien, Moldawien, Norwegen, Polen, Rumänien, Europäisches Russland, nördlicher Kaukasus, Serbien mit Kosovo, Slowakei, Slowenien, Schweiz, Ukraine mit Krim.
In Deutschland gilt die Perücken-Flockenblume als gefährdet. Auch in Baden-Württemberg ist die Art gefährdet. Sie ist besonders durch die intensive Nutzung der Grünflächen in der zweiten Hälfte des 20. Jahrhunderts zurückgegangen. Bei der Pflege ist zu beachten, dass die Art nur mäßig schnittverträglich ist. Der erste Schnitt im Jahr sollte nicht vor Ende Juli erfolgen. Bei Gelegenheit zur Fruktifikation – etwa durch Aussetzen der Mahd jedes dritte Jahr – kann die Art sogar wieder zunehmen.
Die Perücken-Flockenblume ist kalkmeidend und kommt auf kalkarmen, humosen, etwas feuchten, lehmigen Böden vor. In Tirol erreicht sie sogar eine Meereshöhe von 2000 Meter. Standorte sind z. B. (sub)montane Wiesen und Silikatmagerrasen, Ruderalstellen, lichte Laubmischwälder und ihre Säume. Sie ist eine Charakterart des Verbands Polygono-Trisetion, kommt aber auch im montanen Arrhenatheretum und Poo-Trisetetum oder in Gesellschaften der Ordnung Nardetalia vor. In Tieflagen findet sie sich auch in Potentillo-Quercetum, in Gesellschaften des Verbands Carpinion oder der Ordnung Origanetalia.
Die ökologischen Zeigerwerte nach Landolt & al. in der Schweiz sind:
Bodenfaktoren: Feuchtezahl F = 3 (mäßig feucht); Reaktionszahl R = 3 (schwach sauer bis neutral, pH = 4,5–7,5); Nährstoffzahl N = 4 (nährstoffreich).
Klimafaktoren:
Lichtzahl L = 4 (hell); Temperaturzahl T = 2+ (unter-subalpin und ober-montan); Kontinentalitätszahl K = 3 (subozeanisch bis subkontinental).
Salztoleranz: Salzzeichen  --.